# 白老町立緑丘小学校
白老町立緑丘小学校（しらおいちょうりつ みどりがおかしょうがっこう）は、北海道白老郡白老町にあった公立小学校。

## 概要
- 本校は白老小学校の児童数増加により、既存施設が手狭になった為に設立された学校である。

## 沿革
- 1972年（昭和47年）12月1日 - 第一期工事完了。
- 1973年（昭和48年）
  - 2月1日 - 創立。
  - 3月1日 - 校章制定。
  - 4月6日 - 開校式。
  - 8月31日 - 校歌制定。
- 1974年（昭和49年）
  - 4月1日 - 校旗作成。
  - 5月7日 - 第二期の体育館落成。
  - 6月30日 - 開校。同日10時から校舎落成記念式典挙行。
- 1976年（昭和51年）
  - 5月7日 - 通学区変更により、白老小学校から児童125名を編入。
  - 5月13日 - プレハブ校舎4教室完成。
  - 12月12日 - 増築校舎完成。
- 1977年（昭和52年）5月23日 - 開校10周年と校舎増築記念式典挙行。
- 2016年（平成28年）
  - 2月20日 - 9時30分から本校体育館にて、閉校式典挙行。
  - 3月31日 - 本校・（旧）白老・社台の3小学校が統合し、（新）白老小学校の誕生より、閉校。ただし、（新）白老小学校校舎は、本校の校舎を使用する。

## 周辺
- 白老町立白老小学校#周辺を参照。

## アクセス
- 白老町立白老小学校#アクセスを参照。

## 参考資料
- 『新白老町史 下巻』216頁から217頁「第2章 学校教育・第7編 教育と文化・第三節 小学校」の緑丘小学校の項。
- “出立式 白老小で3校統合、きょう60人が初入学 /北海道”. 毎日新聞. (2016年4月8日)